# 테드: 황금도시 파이티티를 찾아서
테드: 황금도시 파이티티를 찾아서(Las aventuras de Tadeo Jones)는 2012년 개봉한 스페인의 애니메이션 영화이다.

## 더빙

### 한국어
- 하하 - 테드 역
- 보라 - 사라 역